# Maja Keuc

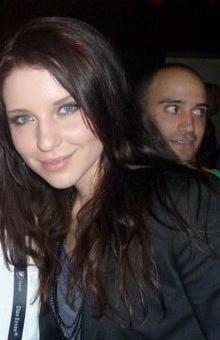
Maja Keuc (2012)

Maja Keuc (* 16. Januar 1992 in Maribor) ist eine slowenische Sängerin, Moderatorin und Synchronsprecherin. Seit 2014 tritt sie unter dem Künstlernamen Amaya auf.

## Musikalische Laufbahn
Bereits als 14-Jährige hatte sie erste Auftritte mit ihrer Rockband, aber endgültig bekannt wurde sie durch ihre Teilnahme bei der Talentshow Slovenija ima talent im Jahr 2010, der slowenischen Version von Das Supertalent. Sie erreichte dort den zweiten Platz und wurde dann zum Vorentscheid des Eurovision Song Contests (ESC) eingeladen. Sie siegte dort mit der Rock-Ballade Vanilija und vertrat Slowenien beim Eurovision Song Contest 2011. Das Stück wurde dabei in englischer Sprache mit dem Titel No One (dt.: „Niemand“) vorgetragen. Am 12. Mai 2011 interpretierte sie den Song im zweiten ESC-Halbfinale in Düsseldorf, woraufhin ihr der Einzug in das zwei Tage später stattfindende Finale gelang. Dort belegte sie den 13. Platz mit 96 Punkten. Die Single stieg in Slowenien auf Platz 1 der Singlecharts.
Im Dezember 2011 erschien ihr Debütalbum Indigo. Das Album wurde zum Kassenerfolg in Slowenien. Die Singles Zmorem und Free Love erreichten ebenso wie No One die Top Ten der slowenischen Charts.
Nach einer musikalischen Pause veröffentlichte sie 2014 unter dem Künstlernamen Amaya die neue Single Close to You, die bis auf Platz 14 der slowenischen Downloadcharts stieg. Die Single wurde von ihr beim slowenischen Vorentscheid zum ESC 2014 vorgestellt. Im selben Jahr sang sie auf dem Debütalbum der Band Dirty Loops ihres Verlobten, Jonah Nilson, im Background.
2015 sang sie außerdem das Lied End of Night, das für den slowenischen Kurzfilm Kresnik – the Lore of Fire verwendet wurde. Es wurde gemeinsam mit Reconceal veröffentlicht. 2016 reiste Keuc nach Südkorea, wo sie ihre Karriere ausbauen wollte. Unter anderem komponierte sie den Song U Need Me der südkoreanische Band Shinee, welcher auf ihrem Studioalbum 5th veröffentlicht wurde und auch die südkoreanischen Charts erreichte.
Eigentlich war auch eine Rückkehr der Sängerin zum EMA (ESC Vorentscheid) 2017 geplant, wo sie im 1. Semifinale gegen Künstler wie Omar Naber, Nika Zorjan und Tosca Beat antreten sollte. Aufgrund von neuen Projekten in Schweden und Südkorea zog Keuc allerdings ihre Teilnahme vom Vorentscheid am 24. Januar 2017 zurück. Sie wurde von Clemens ersetzt. Die Veröffentlichung ihres zweiten Studioalbums Fairytale, die ursprünglich für September 2016 vorgesehen war, wurde ebenfalls erneut verschoben.
Am 23. Mai 2017 wurde nach über einem Jahr Arbeit ihre EP Fairy Tales veröffentlicht. Die sechs Songs wurden von Keuc gemeinsam mit Orphee Noah komponiert und produziert. Im selben Jahr arbeitete Keuc weiterhin in Südkorea als Komponistin. Zunächst schrieb sie den Song Hello, den Titelsong der zweiten EP der südkoreanischen K-Pop-Sängerin Shannon. Zusätzlich war sie am Song We like der K-Pop-Band Pristin beteiligt, der auf deren EP Scxxl Out veröffentlicht wurde. Der Song erreichte Platz 94 der südkoreanischen Single-Charts. Bis September 2017 wurde die Single mehr als 20.000 Mal verkauft.
Am 24. Februar 2018 trat Keuc erneut als Pausenfüller beim slowenischen Vorentscheid zum Eurovision Songcontest 2018 mit ihrer neuen Single "Concrete" auf. Außerdem war sie Jurymitglied der nationalen Jury. Im Anschluss tourte sie mit ihrem Programm "A Tribute to Soul" durch Slowenien.
Zu dem am 12. September 2018 veröffentlichen slowenischen Coming-of-Age-Film "Gajin Svet" (Gaias Welt) steuerte Keuc den Titelsong "Naredi Srce" (Forme ein Herz) bei. Für das Video wurden verschiedene Kinder gezeigt, welche zu der Musik tanzen und das besungene Herz mit der Hand formen. Dazu wurden Szenen aus dem Film geschnitten. Das Lied wurden nach "No one" Keuc erste Single, die den ersten Platz der Charts erreichen konnte.
In Folge ihrer Trennung veröffentlichte sie mehrere Lieder als Teil der "Broken Hearts-Serie". Von Ende 2020 bis Februar 2021 veröffentlichte sie die Singles "Trust Issues", "Goodbye..." und "Sleep alone", wobei die beiden letzteren von einem Musikvideo begleitet wurden. Zur selben Zeit steuerte sie die Vocals für den Song "Naked" von Lukas Estrada & Wahlstedt bei.

## Fernsehkarriere
2012 moderierte Maja Keuc zusammen mit Klemen Slakonja den slowenischen Vorentscheid zum Eurovision Songcontest 2012, den Eva Boto gewann. Dort stellte sie unter anderem ihre Singles Ta Cas und You’re a tree and I am a baloon vor und sang Duette mit Gaststars wie Nina oder Nusa Derenda. In den Jahren 2015 und 2016 nahm Keuc als Punktesprecherin für Slowenien beim schwedischen Melodifestivalen teil. 2015 war sie außerdem erneut als Moderatorin des slowenischen Vorentscheids zum Eurovision Songcontest 2015 zu sehen. Dabei wurde sie von Darja Svjager und Tinkara Kovac unterstützt. Während des letzten Anrufblocks sang sie Euphoria von Loreen, den Gewinnersong aus dem Jahr 2012.

## Privat
Nach der Promotion ihres Albums in Slowenien zog Keuc 2012 nach Rotterdam, wo sie ein Musikstudium begann. 2016 schloss sie ihren Bachelor am Rotterdams Conservatorium ab. Zeitweilig war sie mit dem Sänger Jonah Nilson verlobt. Sie lebt seit 2013 in Stockholm.

## Diskografie

### Alben
- 2011: No One (EP)
- 2011: Indigo
- 2014: Close to you (EP)
- 2017: Fairytales (EP)
- 2024: Sončnice

### Singles
- 2011: No One (Vanilija) (Gewinner des EMA 2011)
- 2011: Zmorem
- 2012: Free Love (ta cas)
- 2014: Close to you
- 2015: End of the Night (feat. Reconceal) (Titelsong zum Film Kresnik-Lore of Fire)
- 2017: Chase me
- 2018: Concrete
- 2018: Naredi srce (Titelsong zum Film: Gajin Svet)

## Auszeichnungen und Nominierungen
| Jahr | Award               | Kategorie               |           |
| ---- | ------------------- | ----------------------- | --------- |
| 2012 | Balkan Music Awards | bester slowenischer Act | gewonnen  |
| 2012 | Balkan Music Awards | bester Balkan Act       | nominiert |